# Шевечек, Рудольф
Рудольф Шевечек (чеш. Rudolf Ševeček, 15 сентября 1938, Хемниц — 28 мая 2012, Прага) — чехословацкий и чешский шахматист, гроссмейстер ИКЧФ (2000).

## Биография
Добился значительных успехов в игре по переписке.
Серебряный призёр 2-го чемпионата Европы по переписке (1964—1967).
Участник двух чемпионатов мира по переписке. В 6-м чемпионате (1968—1971 гг.) набрал 5 очков из 16 и занял 14-е место. В 16-м чемпионате (1999—2004 гг.) набрал 8 очков в 16 партиях и занял 11-е место.
В составе сборной Чехословакии завоевал золотую медаль 11-й заочной олимпиады (1992—1999 гг.; заменил на 6-й доске начинавшего турнир И. Гота).
Редактор отдела заочных шахмат журнала «Československý šach».
Президент Чешской ассоциации шахмат по переписке (1995—2004 гг.).
Был в числе подписавших манифест «Две тысячи слов».
С 2013 г. Чешской ассоциацией шахмат по переписке проводятся три турнира, посвященных памяти шахматиста.

## Книга
- KALENDOVSKÝ, Jan; ŠEVEČEK, Rudolf. Historie korespondenčního šachu 1870—1999. [s.l.]: Koršach, 1999. 302 s.